# Eguilles
Eguilles – miejscowość i gmina we Francji, w regionie Prowansja-Alpy-Lazurowe Wybrzeże, w departamencie Delta Rodanu.
Według danych na rok 1990 gminę zamieszkiwało 5950 osób, a gęstość zaludnienia wynosiła 175 osób/km² (wśród 963 gmin regionu Prowansja-Alpy-W. Lazurowe Eguilles plasuje się na 114. miejscu pod względem liczby ludności, natomiast pod względem powierzchni na miejscu 289.).